# Powiat świdnicki (województwo dolnośląskie)
Powiat świdnicki – powiat w Polsce (województwo dolnośląskie), utworzony w 1999 roku w ramach reformy administracyjnej. Jego siedzibą jest miasto Świdnica. Teren powiatu świdnickiego oraz miasto Świdnica, dawniej należało do województwa wałbrzyskiego ze stolicą w Wałbrzychu.
Powiat leży w południowo-zachodniej części województwa dolnośląskiego na Przedgórzu Sudeckim, u stóp Pogórza Wałbrzyskiego i Gór Sowich.
W skład powiatu wchodzą:
- gminy miejskie: Świdnica, Świebodzice
- gminy miejsko-wiejskie: Jaworzyna Śląska, Strzegom, Żarów
- gminy wiejskie: Dobromierz, Marcinowice, Świdnica
- miasta: Świdnica, Świebodzice, Jaworzyna Śląska, Strzegom, Żarów

Przed 1 stycznia 1999 r. wszystkie gminy powiatu należały do województwa wałbrzyskiego.

## Demografia
Liczba ludności (dane z 30 czerwca 2005):
|        | Ogółem  | Ogółem | Kobiety | Kobiety | Mężczyźni | Mężczyźni |
| osób   | %       | osób   | %       | osób    | %         |           |
| ------ | ------- | ------ | ------- | ------- | --------- | --------- |
| Ogółem | 160 688 | 100    | 83 534  | 51,99   | 77 154    | 48,01     |
| Miasto | 112 602 | 70,07  | 59 150  | 36,81   | 53 452    | 33,26     |
| Wieś   | 48 086  | 29,93  | 24 384  | 15,17   | 23 702    | 14,75     |

▶Wieś vs ▶miasto
Ogółem (▶k, ▶m)
Miasto (▶k, ▶m)
Wieś (▶k, ▶m)
Piramida wieku mieszkańców powiatu świdnickiego w 2014 roku.

Według danych z 31 grudnia 2019 roku powiat zamieszkiwało 156 921 osób. Natomiast według danych z 30 czerwca 2020 roku powiat zamieszkiwało 156 550 osób.

## Gospodarka
W końcu listopada 2019 liczba zarejestrowanych bezrobotnych w powiecie obejmowała ok. 3,2 tys. mieszkańców, co stanowi stopę bezrobocia na poziomie 5,4% do aktywnych zawodowo.

## Starostowie świdniccy
Na podstawie źródła:
- Wojciech Murdzek (10 listopada 1998 – 19 listopada 2002)
- Jacek Wajs (19 listopada 2002 – 24 listopada 2006)
- Zygmunt Worsa (24 listopada 2006 – 7 grudnia 2014)
- Piotr Fedorowicz (7 grudnia 2014 – nadal)

## Sąsiednie powiaty

Mapa powiatu świdnickiego,ukształtowanie powierzchni z warstwicami, opracowano na podstawie darmowych danych DEM w aplikacji QGIS

- Wałbrzych (miasto na prawach powiatu)
- powiat jaworski
- powiat średzki
- powiat wrocławski
- powiat dzierżoniowski
- powiat wałbrzyski